# Vanessa Williams
Vanessa Williams   (Bronx, 18 de març de 1963) és una cantant, compositora i actriu estatunidenca. La fama li arribà tanmateix pel fet d'ésser escollida Miss Amèrica essent la primera afroamericana en aconseguir-ho.
Unes fotos considerades escandaloses van fer que renunciés al seu títol 10 mesos després de ser coronada.
Com a actriu interpreta des de l'any 2006 al personatge, arrogant i sense escrúpols, de Wilhelmina Slater a la sèrie de televisió nord-americana Ugly Betty (Betty la lletja).
Vanessa també participa en la campanya ("Aliada de la igualtat") per la defensa dels drets dels homosexuals (2008).

## Biografia
Vanessa Williams és filla de dos professors de música pertanyents a la classe mitjana.
A partir de 1981, estudià arts escèniques a la Universitat de Siracusa (Nova York), deixà aquests estudis quan va resultar escollida Miss Amèrica.
Vanessa L.Williams començà a participar en concursos de bellesa el 1980 i el 17 de setembre de 1983 va ser coronada Miss Amèrica 1984. A més d'ésser la primera Miss Amèrica afroamericana va ser també la primera a rebre amenaces de mort i ser objecte d'odi racista.
A l'estiu de 1984 rebé una trucada telefònica anònima indicant que el fotògraf Tom Chiapel tenia fotos seves totalment nua, aquestes fotos eren de l'any 1982 i apareixia posant amb una altra dona també nua.
Les fotos es van oferir a Hugh Hefner, editor del Playboy, qui no les va voler publicar, però l'editor de la revista Penthouse Bob Guccione sí que ho va fer, sense tenir el consentiment de Williams. El 23 de juliol de 1984, en una conferència de premsa, Vanessa Williams dimití, en sentir-se pressionada per l'organització del concurs..
Actualment l'organització de Miss Amèrica la torna a reconèixer com Miss Amèrica 1984 i a qui la va succeir el mateix any (Suzette Charles) com Miss Amèrica 1984b.

## Filmografia
- 1987: The Pick-Up Artist
- 1991: Another You
- 1991: Harley Davidson and the Marlboro Man
- 1996: Eraser: Eliminador (Eraser)
- 1997: Soul Food
- 1997: Caps de la màfia (Hoodlum)
- 1998: Balla amb mi (Dance With Me)
- 1999: Les aventures de l'Elmo a Can Ronya (The Adventures of Elmo in Grouchland)
- 1999: Light It Up
- 2004: Shaft
- 2007: And Then Came Love
- 2007: My Brother
- 2009: Imagine That
- 2009: Hannah Montana: The Movie

## Discografia
- 1988: The Right Stuff
- 1991: The Comfort Zone
- 1994: The Sweetest Days
- 1996: Star Bright
- 1997: Next
- 1998: Greatest Hits: The First Ten Years
- 2003: The Christmas Collection: The Best Of
- 2003: The Millennuim Collection: The Best Of
- 2004: Love Songs
- 2004: Silver & Gold
- 2005: Everlasting Love
- 2009: The Real Thing